# Tratado de Basilea (1499)

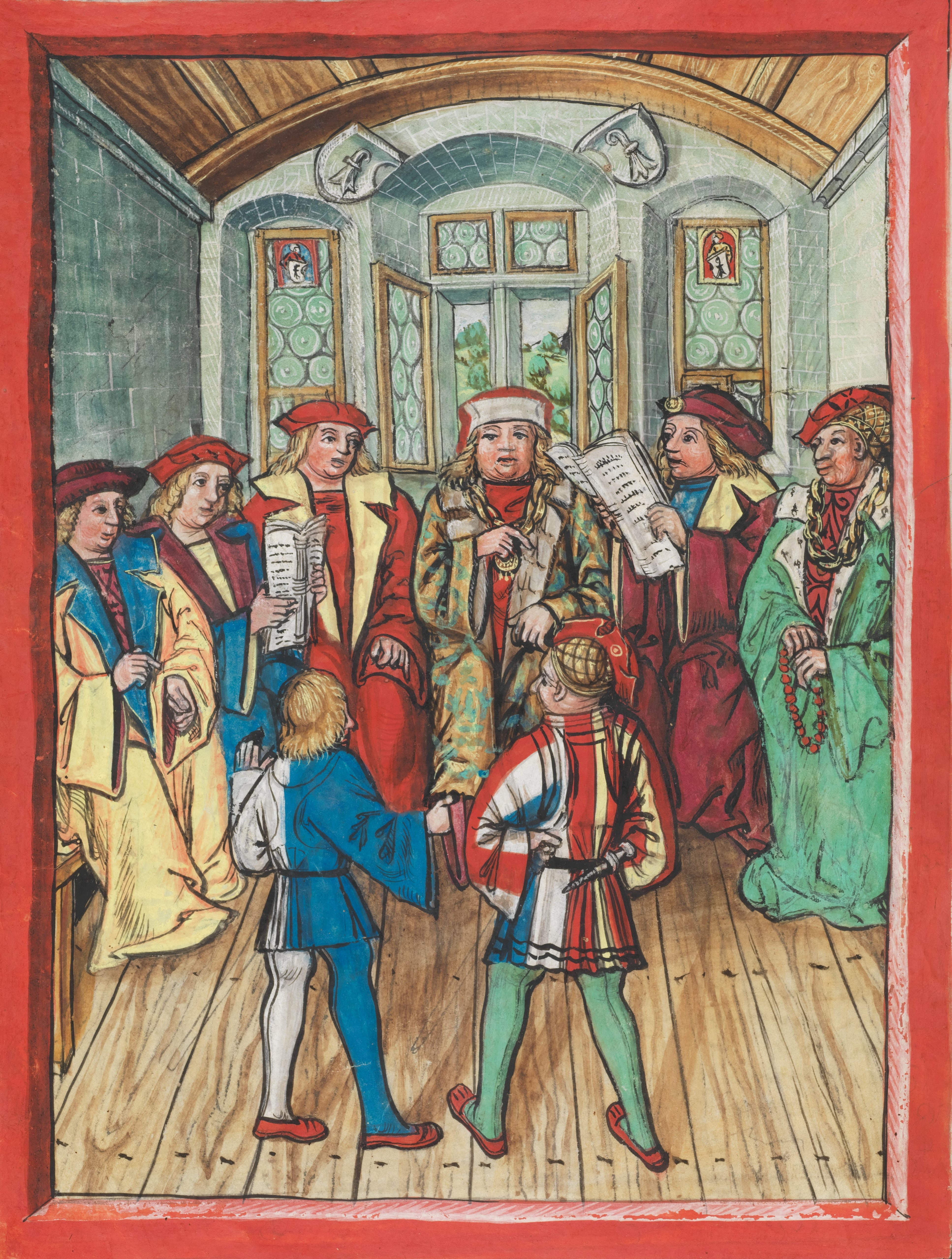
Galeazzo Visconti presenta sus propuestas de paz a la delegación imperial.

El Tratado de Basilea, firmado el 22 de septiembre de 1499, reconoció la independencia de facto de la Antigua Confederación Suiza con respecto al Sacro Imperio Romano Germánico, quedando fuera de la legislación imperial y dando fin a las guerras de Suabia. También señala los Estados de facto independientes en el norte de Italia, el Sacro Imperio Romano Germánico, excepto Venecia y los Estados Pontificios, que eran ya independientes. Los duques de Saboya, sin embargo, siguen reconociendo la soberanía puramente nominal del Sacro Imperio Romano Germánico.
- Datos: Q685164